# Kollumerzwaagstervaart
De Kollumerzwaagstervaart (Fries, sinds 2007 officieel: Sweager Feart) is een opvaart in de Nederlandse gemeente Noardeast-Fryslân. De opvaart loopt vanaf de Foarwei in het dorp Kollumerzwaag in het zuiden naar de Petsleat (Petsloot) in het noorden en vormt zo de ontsluiting van het dorp. Aan weerszijden liggen de polders Sweagermieden en De Hammen. Het heeft een lengte van 3,4 kilometer. 
De vaart werd tussen 1805 en 1806 gegraven in opdracht van de kerkvoogdij van het dorp om het zo beter bereikbaar te maken. De aanneemsom was 3400 gulden, ofwel 1 gulden per te graven meter. De vaart droeg bij aan de ontwikkeling van het dorp. In 1857 voeren geregelde beurtvaartdiensten over het water naar Dokkum en Leeuwarden. Tegenwoordig wordt het water enkel voor de recreatievaart gebruikt. Er varen alleen roeiboten en kleine sloepen overheen. Bij de overgang van de weg De Dôlle naar de Eastbroeksterwei ligt een vaste brug.